# Kanał Żeglugowy we Wrocławiu
Kanał Żeglugowy we Wrocławiu (Kanał Nawigacyjny) – kanał wodny, wybudowany w celu ułatwienia żeglugi i dostosowania węzła wodnego we Wrocławiu do rosnących potrzeb transportowych na rzece Odra. Przeprowadzony został na północ od centrum miasta. Kanał został wybudowany, wraz z Kanałem Powodziowym, w latach 1912-1917 (1913-1917). Projektantem kanału był Christian Nakonz.
Początek kanału znajduje się w 244,2 km biegu rzeki Odry w Bartoszowicko–Opatowickim Węźle Wodnym. Odchodzi od głównego nurtu rzeki na prawym jej brzegu, w rejonie osiedli Opatowice i Strachocin. W początkowym biegu kanału znajduje się Śluza Bartoszowice. Koniec kanału znajduje się natomiast poniżej Mostów Warszawskich, przed mostem kolejowym. Kanał łączy się tu z korytem Starej Odry, w rejonie styku osiedli: Ołbin i Zacisze. Nad kanałem przerzucone są trzy przeprawy mostowe, drogowe: Mosty Bolesława Chrobrego, Mosty Jagiellońskie i Mosty Warszawskie. Kontynuacją tej drogi wodnej jest krótki odcinek Starej Odry i dalej Kanał Różanka. Łączna długość drogi wodnej obejmującej Kanał Żeglugowy, Starą Odrę i Kanał Różanka, wynosi 10,7 km. Przy kanale powyżej Śluzy Zacisze położona jest Wrocławska Stocznia Rzeczna.
| km            | nazwa                                                    | rodzaj     | lewy brzeg                          | prawy brzeg         | światło          | fotografia |
| ------------- | -------------------------------------------------------- | ---------- | ----------------------------------- | ------------------- | ---------------- | ---------- |
| 0+000         | Górna Odra Wrocławska                                    | bifurkacja | Odra, Wyspa Opatowicka              | Strachocin          |                  |            |
|               | śluza wałowa (prawy brzeg)                               | śluza      | grobla                              | Kanał Odpływowy     |                  |            |
| 0+500         | Śluza Bartoszowice                                       | śluza      | grobla                              | Swojczyce           | 9,6 m            |            |
|               | Kładka Ryczyńska                                         | most       | grobla (i dalej Most Bartoszowicki) | Swojczyce           |                  |            |
| 1+100         | Przeładownia przy ulicy Betonowej (prawy brzeg)          | port       | grobla                              | Swojczyce – Popiele |                  |            |
| 2+050         | Port Przeładunkowy Paliw Płynnych (prawy brzeg)          | port       | grobla                              | Swojczyce – Popiele |                  |            |
| 2+400         | Mosty Bolesława Chrobrego                                | most       | grobla (i dalej Sępolno)            | Swojczyce – Popiele | 48,5 m           |            |
|               | przystań (prawy brzeg)                                   | port       | grobla                              | Swojczyce           |                  |            |
| 2+600         | Nabrzeże zakładów chemicznych (prawy brzeg)              | port       | grobla                              | Kowale              |                  |            |
|               | Wojskowy port przeładunkowy paliw płynnych (prawy brzeg) | port       | grobla                              | Kowale – Mirowiec   |                  |            |
|               | Wrocławska Stocznia Rzeczna                              | stocznia   | grobla                              | Kowale – Mirowiec   |                  |            |
| 5+100         | Śluza Zacisze                                            | śluza      | grobla                              | Kowale – Mirowiec   | 9,6 m            |            |
| 5+300 i 5+350 | Mosty Jagiellońskie Północne                             | most       | grobla (i dalej Zacisze)            | Kowale – Mirowiec   | 21,65 m i 39,0 m |            |
| 6+600         | Mosty Warszawskie                                        | most       | język rozdzielczy (i dalej Ołbin)   | Kowale – Mirowiec   |                  |            |
| 6+900         | most kolejowy                                            | most       | język rozdzielczy                   | Kowale – Mirowiec   |                  |            |
|               | Stara Odra                                               | ujście     | Stara Odra                          | Karłowice           |                  |            |